# Holocheilus brasiliensis
Holocheilus brasiliensis là một loài thực vật có hoa trong họ Cúc. Loài này được (L.) Cabrera mô tả khoa học đầu tiên năm 1968.